# Digte af Vilhelm Krag
Digte af Vilhelm Krag opus 60 is een late liederenbundel gecomponeerd door Edvard Grieg.
Grieg selecteerde voor deze bundel vijf toonzetting van gedichten van Vilhelm Krag: 
- Liden Kirsten (Kleine Kirsten)
- Moderen synger (Moeders klaagzang)
- Mens jeg venter (Terwijl ik wacht)
- Der skreg en fugl (Schreeuw van een vogel)
- Og jeg vil mig en hjertenskjær (Midzomernacht)

De bundel is opgedragen aan de Nederlandse zanger Johannes Messchaert, die hij een paar jaar eerder had ontmoet tijdens diens bezoek met Julius Röntgen aan Noorwegen. Ze spraken bewondering uit over elkaars kunnen, maar zouden maar weinig samenwerken.  
Grieg had een vruchtbare periode; het ene na het andere lied kwam uit zijn hand. Hij verbleef eind 1893 in Kopenhagen, waar hij zag dat zijn vrouw Nina Hagerup enige tijd in het ziekenhuis moest verblijven in verband met een knieblessure. Desalniettemin zong Hagerup op 20 januari 1894 de première van drie van de vijf liederen (2 ,3 en 5). Er kwamen uitgaven in het Deens/Noors en Duits, alhoewel Grieg de teksten liet vertalen, was hij er niet tevreden over en corrigeerde ze zelf. De teksten zijn afkomstig uit de debuutbundel van Krag, eenvoudigweg Digte (Gedichten) getiteld; uitgebracht in 1891.